# Encefalomielite
Per  encefalomielite in campo medico, si intende qualunque malattia che interessa al contempo cervello e midollo spinale.

## Sintomatologia
Fra i sintomi e i segni clinici ritroviamo febbre, cefalea, dolore, vomito, rigidità alla nuca, convulsioni, paralisi fino a coma e morte.

## Prognosi
La prognosi cambia a seconda dei casi, i fattori determinanti sono l'estensione dell'infiammazione, l'età e le cause che hanno portato a tale manifestazione.